# Hanuš Lašek
Hanuš Lašek, křtěný Jan Nepomucký (9. května 1860 Plasy – 20. srpna 1937 Praha), byl český operní pěvec – tenorista, hudební pedagog, publicista a učitel.

## Život
Hanuš Lašek se narodil v Plasích v rodině farní učitel Josefa Laška a jeho ženy Josefíny Prusíkové. Vyrůstal v kultivované rodině s mladším bratrem Václavem, od mládí rád o obstojně zpíval. Po absolvování obecné školy v Plasích pokračoval ve studiu na učitelském ústavu v Příbrami. Po absolvování učitelského ústavu nastoupil jako učitel na Kladensku, a to v Petrovicích, Krušovicích a Rakovníku. Svůj pěvecký talent rozvíjel soukromým studiem zprvu v Praze u J. Pecha, F. Pivody a J. Lva, ve Vídni u J. Fuchse a krátce se školil i v Londýně.
V roce 1886 debutoval v Národním divadle v úlohách Liborina (Čarostřelec) a Jeníka (Prodaná nevěsta), angažován však nebyl. Odešel proto do Opavy, kde byl v angažmá v letech 1887–1888 v opeře německého divadla, následně hostoval ve Vídni ve Vídeňské opeře a poté zde byl v letech 1888–1891 angažován. V letech 1891–1892 byl prvním tenoristou divadla v Brémách, kde však vystupoval pod jménem "Hans Laschek" a v roce 1892 při zájezdu ND do Vídně převzal narychlo za onemocnělého K. Veselého úlohu Jeníka v opeře Prodaná nevěsta.
V červnu roku 1892 hostoval podruhé v Národním divadle, byl zde angažován do srpna roku 1897 a poté se v letech 1897–1900 stala jeho další domovskou scénou drážďanská Semperova opera. Od roku 1900 především koncertoval, v letech 1902–1904 byl učitelem zpěvu v Praze a zároveň zde provozoval vlastní hudební školu. V roce 1902 také ještě pohostinsky vystupoval v ND, v letech 1904–1908 vyučoval na konzervatoři ve Skotském Aberdeenu.
V říjnu roku 1910 se oženil s Vlastimilou Václavkovou a později se jim narodili dvě dcery, Vlasta a Jana. V letech 1910–1915 vedl večerní kurzy pro zaměstnané zpěváky při pěveckém oddělení pražské Konzervatoře. V září roku 1925 bylo manželství manželů Laškových pro nepřekonatelný odpor rozloučeno. Hanuš Lašek zemřel v Praze 20. srpna roku 1937.
Hanuš Lašek se uplatnil zejména ve Smetanových a Verdiových operách, byl autorem několika odborných hudebních publikací o pěvecká technice.

## Literární dílo
- 1906 Zlatý věk pěveckého umění, Fundamentální principy starovlašských škol pěveckých
- 1908 Kritéria starovlašských pěveckých škol, neapolské a boloňské (století XVII. a XVIII.)
- 1928 Adolf Kroesssing
- 1932 	 Ten prstýnek zlatý, na památku měj!, píseň s průvodem klavíru, noty